# Гавріш Володимир Іванович
Володимир Іванович Гавріш (позивний — Мольфар; 24 травня 2002, смт. Чинадієво, Україна — 1 травня 2023, с. Білогорівка, Україна) — український військовослужбовець, гранатометник, солдат Збройних сил України.

## Життєпис
Володимир Гавріш народився 24 травня 2002 року в смт. Чинадієво на Закарпатті.
Закінчив Чинадієвську загальноосвітню школу.
Від 2023 року проходив службу гранатометником в складі 77-ї окремої аеромобільної бригади. Брав участь в боях у ході російсько-української війни за Лиман та Білогорівку. Загинув 1 травня 2023 року в районі с. Білогорівка Луганської області під час штурму позицій противника.

## Нагороди
- Орден «За мужність» ІІІ ступеня (30 жовтня 2023, посмертно) — за особисту мужність, виявлену у захисті державного суверенітету та територіальної цілісності України, самовіддане виконання військового обов'язку[1]